# Abóboras (Laranjal Paulista)
Abóboras  é um bairro rural do município brasileiro de Laranjal Paulista, no interior do estado de São Paulo.